# Wycliffebijbel

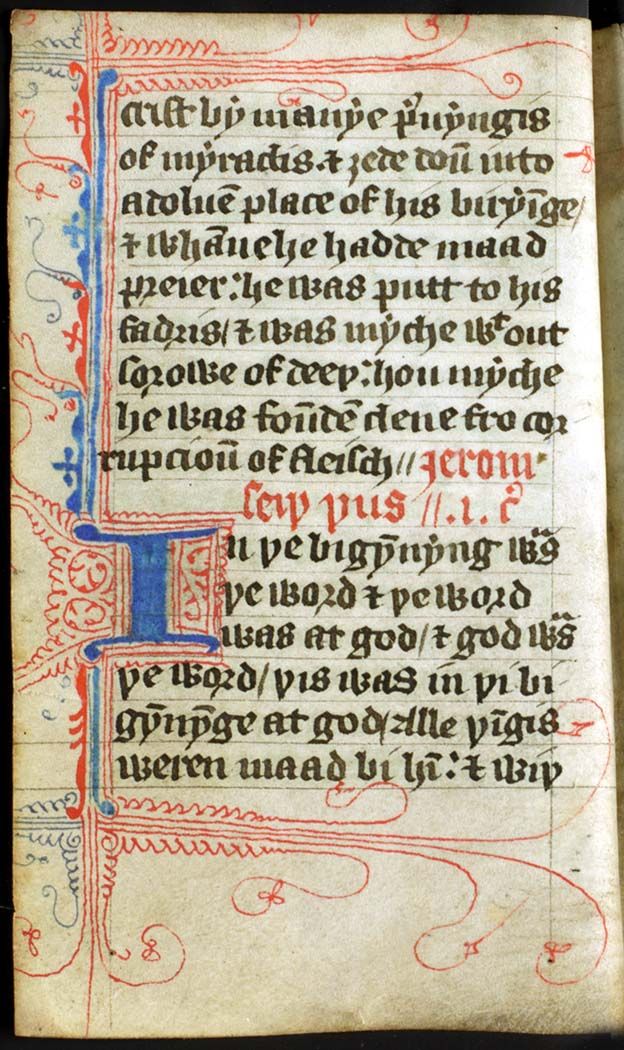
Een 14e-eeuwse kopie van Johannes 1 uit een Wycliffebijbel

Met de Wycliffebijbel duidt men een groep Bijbelvertalingen in het Middelengels aan, waar John Wycliffe (1330-1384) het initiatief toe heeft genomen en die tussen 1382 en 1395 verschenen. De beweging om Wycliffe heen werd de Lollards genoemd. Zij meenden dat prediken de belangrijkste taak van een priester was en dat iedereen de Bijbel in zijn eigen taal moest kunnen lezen. Ze kunnen beschouwd worden als voorlopers van de Reformatie.

## Werk van meerdere vertalers
Lang heeft men gedacht dat de vertaling door Wycliffe zelf gemaakt was, maar tegenwoordig gaat men ervan uit dat de Bijbelvertaling het werk van meerderen was. Nicholas van Hereford heeft een gedeelte van de tekst vertaald; John Purvey en John Trevisa worden in verband hiermee ook genoemd.

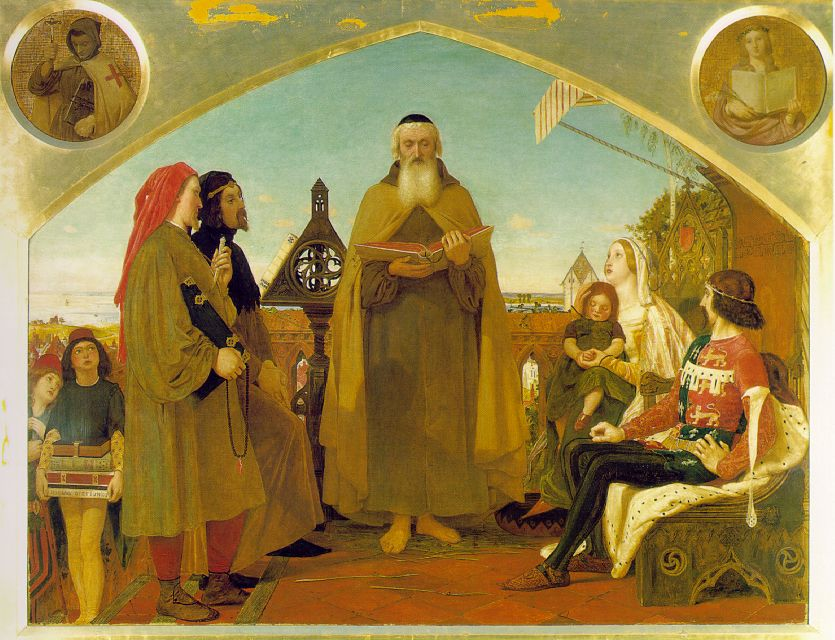
Wycliffe leest de vertaalde Bijbel voor aan Jan van Gent.

## Vertaling
Er werd vertaald vanuit de Vulgaat, dus vanuit de Latijnse vertaling. De deuterocanonieke boeken werden ook vertaald, evenals het Oudtestamentische apocriefe boek 3 Ezra, en de Nieuwtestamentische apocriefe Brief van Paulus aan de Laodicenzen. Hoewel kerkelijke goedkeuring ontbrak, was het werk geliefd. Gedeelten uit de Wycliffebijbel zijn de Middelengelse handschriften die het meest worden aangetroffen; er zijn meer dan 250 handschriften bewaard gebleven. De kopieën zijn in te delen in twee tekstfamilies: een vroege en een late. De oudste verscheen tijdens het leven van Wycliffe, de tweede wordt toegeschreven aan John Purvey en verscheen tussen de tien tot twaalf jaar na Wycliffes dood. Beide edities volgen slaafs de zinsbouw en woordvolgorde van het Latijn. Er is een grote variatie van Engelse dialecten vertegenwoordigd.

## Verbod
De band tussen de Wycliffebijbel en de Lollards zorgde ervoor dat het koninkrijk Engeland en de gevestigde katholieke kerk in Engeland de verspreiding van de vertaling met geweld probeerden te onderdrukken. Het lukte William Courtenay, de aartsbisschop van Canterbury, om zowel de kerk als het parlement tegen Wycliffe op te zetten, door tijdens de boerenopstand van Wat Tyler zonder grond te stellen dat de opstandelingen opgehitst waren door de geschriften van Wycliffe. Uiteindelijk deed de synode via koning Richard II (regeerde 1377-1400) in 1382 de uitspraak dat Wycliffe uit Oxford verbannen moest worden.
In het begin van de 15e eeuw troffen koning Hendrik IV (regeerde van 1399-1413), aartsbisschop Thomas Arundel en Henry Knighton scherpe censuurmaatregelen. Twintig jaar na de dood van Wycliffe werd in 1408 op een vergadering te Oxford plechtig verklaard dat er zonder formele goedkeuring geen vertaling van de Bijbel gemaakt mocht worden. Het Concilie van Konstanz (1414-1418) gaf opdracht dat de beenderen van Wycliffe moesten worden opgegraven en als ketter verbrand en zo geschiedde.

## Invloed op latere Engelse Bijbels
Wycliffes Bijbel was tijdens de Middeleeuwen wijdverbreid, maar had aanvankelijk niet veel invloed op de vertalingen van de Kerkhervorming, zoals die van William Tyndale en Miles Coverdale, omdat het een vertaling was van de Latijnse Vulgaat en niet uit het Grieks en Hebreeuws van de grondtekst. De eerste gedrukte editie, met alleen het Nieuwe Testament, werd verzorgd door John Lewis in 1731. In katholieke kring bleef de vertaling langer bekend. De handschriften bleven daar circuleren, omdat zij werden toegeschreven aan een onbekende katholieke vertaler. Veel zinswendingen zijn opgenomen in de katholieke vertaling, het Rheims New Testament (1582), die gebruikt werd door de vertalers van de King James Version.